# Stary Żylin
Stary Żylin – wieś w Polsce położona w województwie mazowieckim, w powiecie sochaczewskim, w gminie Nowa Sucha.
Wieś wchodzi w skład sołectwa Mizerka-Stary Żylin.
W latach 1975–1998 miejscowość administracyjnie należała do województwa skierniewickiego.